# Garibaldi (Oregon)
Pour les articles homonymes, voir Garibaldi (homonymie).
Garibaldi est une localité du comté de Tillamook (en anglais : Tillamook County), située sur la côte ouest des États-Unis, dans le nord-ouest de l'État de l'Oregon.

## Démographie
La population de la localité en 2020 est de 830 habitants.

## Toponymie
En 1806, les membres de l'expédition Lewis et Clark rencontrent les amérindiens Tillamooks qui sont alors les seuls habitants de la baie de Tillamook. 
Daniel Bayley, le premier colon blanc de cette partie de côte de l'Oregon, s'y installe après la guerre de Sécession et construit un hôtel et un magasin général sur ce qui est aujourd'hui connu sous le nom de Bay Lane. En 1870, il est nommé par le président Ulysses S. Grant premier maître de poste de la région et il est chargé de nommer le cachet postal. Cette même année, Giuseppe Garibaldi contribua à l'unification de l'Italie après une carrière militaire consacrée à l'instauration de la démocratie dans le monde et Daniel Bayley se sent alors très enclin à donner au bureau de poste le nom de ce personnage emblématique.

## Histoire
Garibaldi a été constituée en ville en 1946. Dans les années 1950, la population de la ville a dépassé les 1 500 habitants grâce à la construction de deux grandes usines, l' Oceanside Lumber Company et l' Oregon-Washington Plywood Corporation.